# ラブ・ジャック
「ラブ・ジャック」は1992年にリリースされた、KAI FIVEの2枚目のシングル。

## 概要
「ラブ・ジャック」はアルバムに3週間先行して発売された。タイトル表記は楽曲およびシングルが片仮名の「ラブ・ジャック」であるのに対し、アルバムは英語である（ただし背表紙は縦に片仮名表記で「カイファイブ/ラブ・ジャック」）。
カップリングの「君のいないこの街はまるで名も知らぬ街を歩くようだ」は、『LOVE JACK』のデジタルリマスター盤のボーナストラックの1曲として、初めてアルバムに収録された。アルバムM-5「甘い復讐」は前作シングル「幻惑されて」のカップリング曲である（アルバム・ヴァージョンで収録）。

## 収録曲
1. ラブ・ジャック
作詞・作曲：甲斐よしひろ
2. 君のいないこの街はまるで名も知らぬ街を歩くようだ
作詞：只野菜摘、作曲：今川ツトム